# Cratere Oksana
Oksana  è un cratere sulla superficie di Venere.